# PAR-80

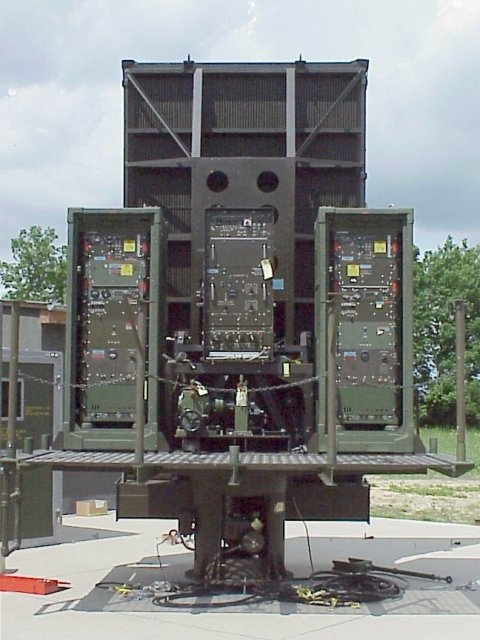
Wartungsarbeiten

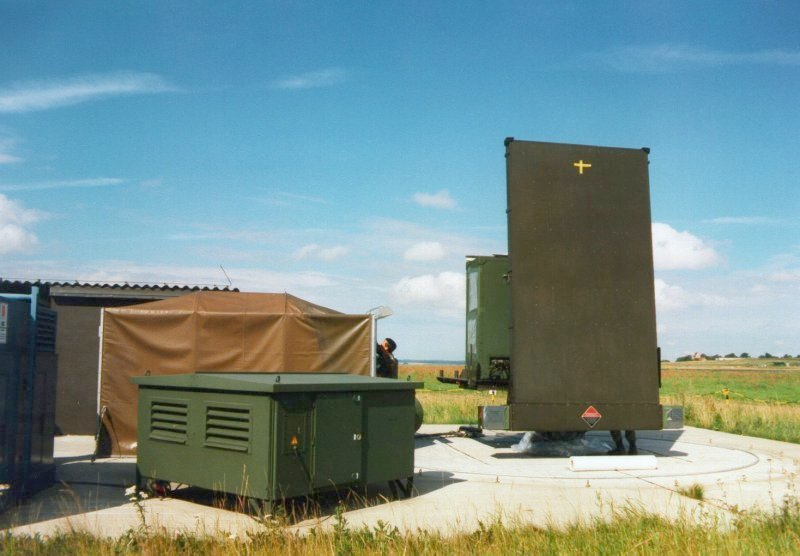
Wartungsarbeiten

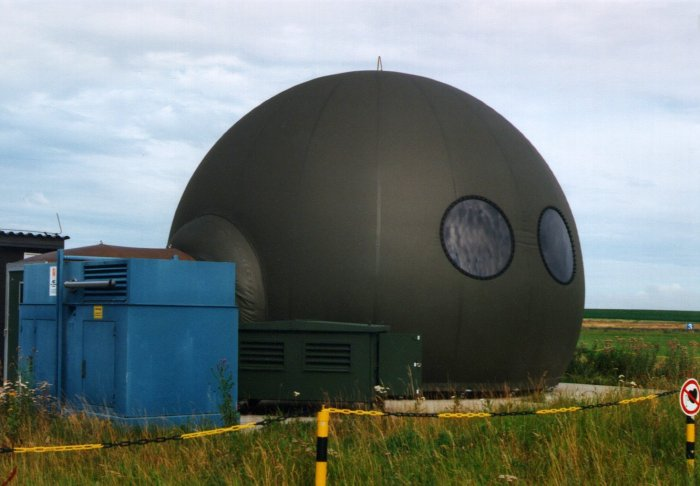
Par-80 mit Radom

Das escan PAR (en. electrical scanning PAR, dt. elektronisch scannendes PAR) PAR-80 (Precision Approach Radar) ist ein Nachfolger des Präzisionsanflugradar Anflugradars AN/FPN-36. Dieses Flugsicherungsradar ist direkt neben der Start-Lande-Bahn auf Flugplätzen installiert und unterstützt den Fluglotsen in der letzten Flugphase vor der Landung. Auf einem Sichtgerät wird ein idealer Gleitweg und die verlängerte Anfluggrundlinie und die mittels PAR-Sensor gemessene Höhe, und Entfernung des Luftfahrzeuges zum PAR-Sensor dargestellt. Bei Abweichungen der momentanen Position des Luftfahrzeuges von dieser Ideallinie, gibt der Fluglotsen dem Piloten die zur Korrektur notwendigen Anweisungen über VHF-Communication (VHF-Com, dt. VHF-Sprechfunk) durchgegeben (auch en. „Talk Down“, dt. „Heruntersprechen“).
Das PAR-80 arbeitet mit einer zirkular polarisierten escan Phased-Array-Antenne, deren Pencil Beam in einem horizontalen von ± 15° innerhalb der Erfassungsreichweite Sektor im Azimut elektronisch und in der vertikalen um 7° innerhalb der Erfassungsreichweite mit einem hochgenauen Getriebe mit elliptischen Zahnrädern mechanisch geschwenkt wird.
Die Phased Array Antenne des PAR-80 besteht 14960 Einzelstrahlern um das gewünschte Antennen-Diagramm, Polarisation und zirkulare Polarisation innerhalb des definierten Azimut Scan Bereiches garantiert ist. Das Phased Antennen Array hat eine Apertur von 3,81 m Höhe (entspricht 12,5 ft) und 2,13 m Breite (entspricht 7 ft) und besteht aus  85 vertikale Antennen Array die aus jeweils 176 Edge-Slot Strahlern die eine Zeile auf einem Waveguide Hohlleiter bilden. Durch variierende Amplitudenverteilung in der Elevation erhält das vertikale Array über 4-Bit Ferrit Phasenschieber. Damit der Beam ± 15° im Azimut  innerhalb der Erfassungsreichweite schwenken zu können Die 85 Phasenschieber sind im Sockel des Antennen-Arrays untergebracht.
Ein horizontaler Feed verteilt die Leistung auf die 85 Antennenelemente eines Arrays über 3-Port Slot Coupler, die vertikal  an dem primären Waveguide angebracht sind. Durch Anpassung des Kopplungsfaktors wird die gewünschte Amplitudenverteilung im Azimuth erzielt.
Zur höheren Sicherheit sind die elektronischen Baugruppen doppelt vorhanden, neben dem gerade arbeitenden Gerät steht immer ein zweites System zur Verfügung.
| Technische Daten PAR-80                                   | | Quelle |
| --------------------------------------------------------- | --- | ------ |
| Betriebsfrequenzbereich (en. Operational Frequency Range) | 9,0 GHz bis 9,16 GHz | [ 1 ]  |
| Sendertyp                                                 | Magnetron Typ VMX-1090 | , S.6, |
| Pulsspitzenleistung (Pulse Peak Power)                    | 180 kW nominal (200 kW minimal) | , S.6, |
| Pulse pro Sekunde (en.Pulses per second)                  | 3450 p/s | [ 1 ]  |
| Pw (en. Pulsewidth, dt. Pulsebreite)                      | 180 ns | S.6,   |
| Antennen Apertur                                          | 3,81 m Höhe, 2,13 m Breite | [ 1 ]  |
| Antenna Type                                              | Phased Array |        |
| Antenna Gain max.                                         | 46,32 dB @-15° f = 9,00 GHz 46,13 dB @-15° f = 9,08 GHz 46,40 dB @-15° f = 9,16 GHz 46,39 dB @ 0° f = 9,00 GHz 46,42 dB @ 0° f = 9,80 GHz 46,52 dB @ 0° f = 9,16 GHz 46,44 dB @7,5° f = 9,00 GHz 46,40 dB @7,5° f = 9,08 GHz 46,43 dB @7,5° f = 9,16 GHz | Fig.2  |
| Polarisation                                              | zirkular | [ 1 ]  |
| Beam Type Antenna                                         | Pencil Beam | [ 1 ]  |
| Scan Winkel Azimut                                        | ± 15° im Azimut | [ 1 ]  |
| Scan Winkel Vertikal                                      | 7° vertikal | [ 1 ]  |
| Range                                                     | 37 km (20 NM) | [ 1 ]  |
| NFRx                                                      | typ. 8,9 dB | [ 1 ]  |
| Range Resolution                                          | 170 m (562 ft) | [ 1 ]  |
| Azimuth Resolution                                        | 1,034° | [ 1 ]  |
| Elevation Resolution                                      | 0,35° | [ 1 ]  |
| Display Range Resolution logarithmisch                    | 10 NM (18,5 km) | [ 1 ]  |
| Display Range Resolution linear                           | 20 NM (37 km) | [ 1 ]  |